# The Toxic Touch
The Toxic Touch – sódmy album studyjny holenderskiej grupy muzycznej God Dethroned. Wydawnictwo ukazało się 20 października 2006 roku nakładem wytwórni muzycznej Metal Blade Records.

## Lista utworów
Opracowano na podstawie materiału źródłowego.
1. "Faithless" – 00:36
2. "Hating Life" – 04:08
3. "2014" – 04:06
4. "Falling Down" – 03:36
5. "On Wings of Pestilence" – 05:01
6. "The Day You Died" – 04:04
7. "Away From Emptiness" – 03:05
8. "Macabre World" – 04:04
9. "Typhoid Mary" – 06:24
10. "Fail to Exist" – 04:10